# Nam Lĩnh
Nam Lĩnh là một xã thuộc huyện Nam Đàn, tỉnh Nghệ An, Việt Nam.